# 日本のテレビアニメ作品一覧
- アニメ > テレビアニメ > 日本のテレビアニメ作品一覧
- アニメ > アニメ作品一覧 > 日本のテレビアニメ作品一覧

日本のテレビアニメ作品一覧（にほんのテレビアニメさくひんいちらん）は、日本国内で「放送」されたテレビアニメ作品の一覧。作品数が膨大であるため、作品名の日本語の五十音順、放送開始年代別に分けて掲載する。

## 凡例
- 作品記載の基準について
  - 作画やCGなど、「絵」が主体としてアニメーション制作された作品を記載します。一部のクレイアニメを除き、人形劇及びストップモーション・アニメーションなどを主体とする作品は「人形アニメ」に記載します。
  - 一部の作品を除き、特別番組は通常放送とは異なる曜日に放送した場合の作品は別記、それ以外は通常放送の作品欄に注釈として書き加えるようにしてください。
    - 例）名探偵コナンなどの通常放送作品で特別番組が組まれた場合、通常の時間帯を含む物は通常の放送の連番話としてカウント、及び通常放送の作品欄に注釈としての記載。放送曜日が異なるといった独立した物は通常放送の作品欄とは別に記載（「ルパン三世VS名探偵コナン」など）。

  - 海外アニメに関しては、日本の会社または大人数の日本人スタッフが「翻訳演出及び音関連」以外で関わっている作品のみ記載します。
  - 映画作品はテレビアニメとして再編集された作品のみ記載します。その他の作品はテレビで初公開した作品も含めて日本のアニメ映画作品一覧に記載します。
  - OVAはテレビアニメとして再編集された作品のみ記載します。テレビで先行放送が行われた作品は記載しません。
  - Webアニメは配信から放送の期間が比較的に近い作品のみ記載します。
- 開始日 - 終了日について
  - 他の放送局が先行して放送している場合であっても、原則として制作局の放送日時を記載します。
  - 海外アニメは日本で放送が行われた放送日時を記載します。海外での放送日時情報は記載しません。
  - 深夜0時台以降のアニメは放送当日の日時で記載します。
- 「制作会社」について
  - 作品におけるアニメーションの実制作を担った会社名（スタジオ名）などを記載します。実制作が不明の場合は作品典拠に明記されている制作の会社名（スタジオ名）などを記載します。
  - 名称は制作当時においての会社名（スタジオ名）で記載します。

## 作品名の五十音順
- 日本のテレビアニメ作品一覧 (あ行)
- 日本のテレビアニメ作品一覧 (か行)
- 日本のテレビアニメ作品一覧 (さ行)
- 日本のテレビアニメ作品一覧 (た行)
- 日本のテレビアニメ作品一覧 (な行)
- 日本のテレビアニメ作品一覧 (は行)
- 日本のテレビアニメ作品一覧 (ま行)
- 日本のテレビアニメ作品一覧 (や行)
- 日本のテレビアニメ作品一覧 (ら行)
- 日本のテレビアニメ作品一覧 (わ・を・ん行)
- 日本のテレビアニメ作品一覧 (アルファベット)

## 放送開始年代別
- 日本のテレビアニメ作品一覧 (1950年代-1960年代)
- 日本のテレビアニメ作品一覧 (1970年代)
- 日本のテレビアニメ作品一覧 (1980年代)
- 日本のテレビアニメ作品一覧 (1990年代)
- 日本のテレビアニメ作品一覧 (2000年代 前半)
- 日本のテレビアニメ作品一覧 (2000年代 後半)
- 日本のテレビアニメ作品一覧 (2010年代 前半)
- 日本のテレビアニメ作品一覧 (2010年代 後半)
- 日本のテレビアニメ作品一覧 (2020年代 前半)
- 日本のテレビアニメ作品一覧 (2020年代 後半)